# Chiesa della Concezione (Santa Cruz de Tenerife)
La Iglesia Matriz de la Concepción (Chiesa Madre della Concezione), dedicata al dogma dell'Immacolata Concezione, è la chiesa più importante della città di Santa Cruz de Tenerife (capitale dell'isola di Tenerife) nelle Isole Canarie (Spagna). È l'unica chiesa nelle isole Canarie con cinque navate.
La chiesa fu costruita nel 1500, ed è soprannominata la "Cattedrale di Santa Cruz de Tenerife", ma in realtà non è una cattedrale; la cattedrale di Tenerife è la Cattedrale di San Cristóbal de La Laguna.
È notevole l'alto campanile della chiesa. Gli stili architettonici della Chiesa della Concezione sono il barocco delle Canarie e il tuscanico, con forti influenze coloniali. 
Al suo interno è la pala d'altare di Giacomo il Maggiore, santo patrono di Santa Cruz de Tenerife. All'interno è anche conservata la croce della fondazione, da cui la città prende il nome. In questa chiesa si trova inoltre una reliquia di San Clemente I, papa e martire, dono di un Patriarca di Antiochia, che storicamente è stata una delle reliquie più venerate della città, nonché una piccola immagine del XV secolo della Madre della Consolazione, patrona storica della città.

## Galleria d'immagini

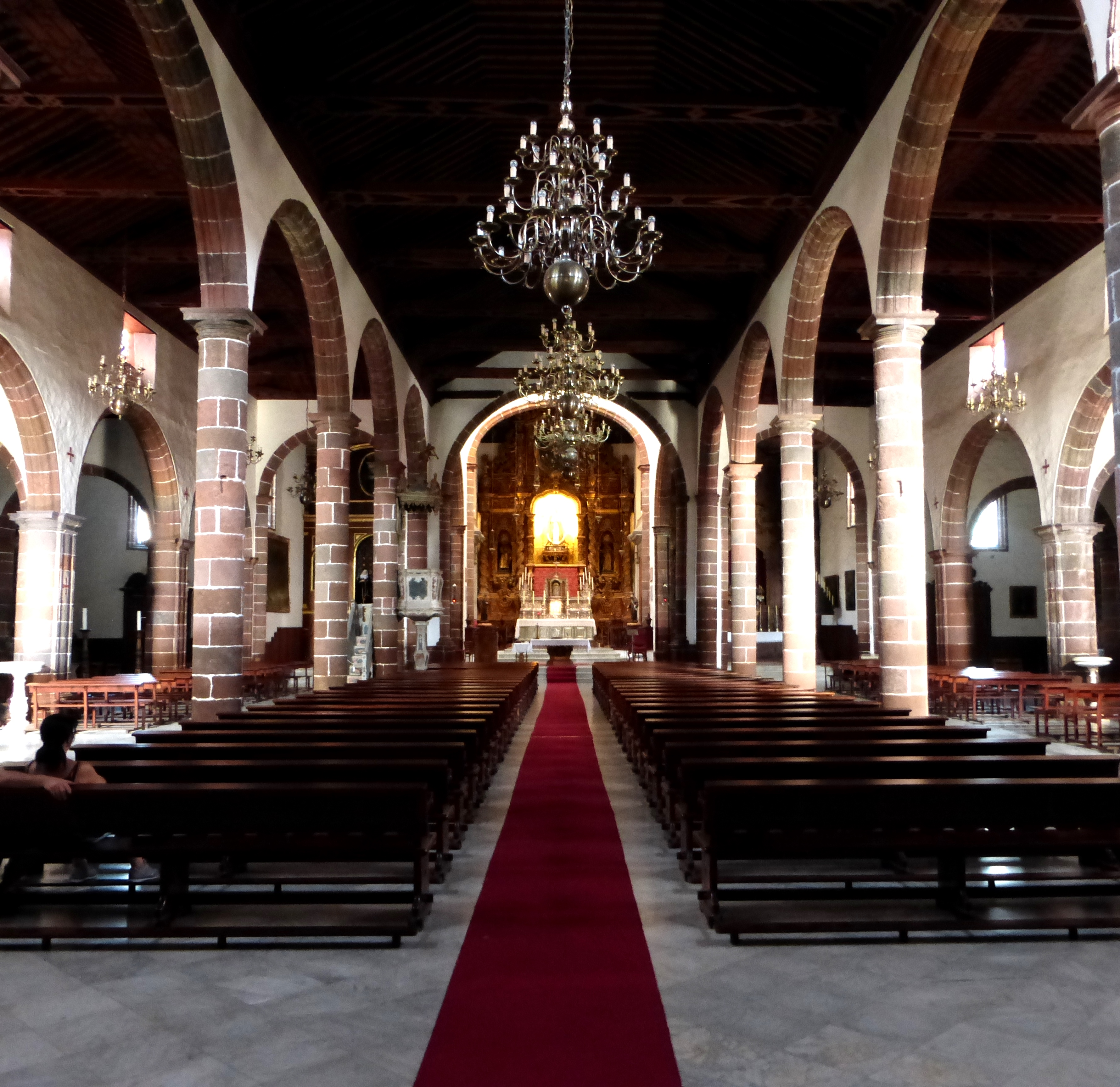
L'interno
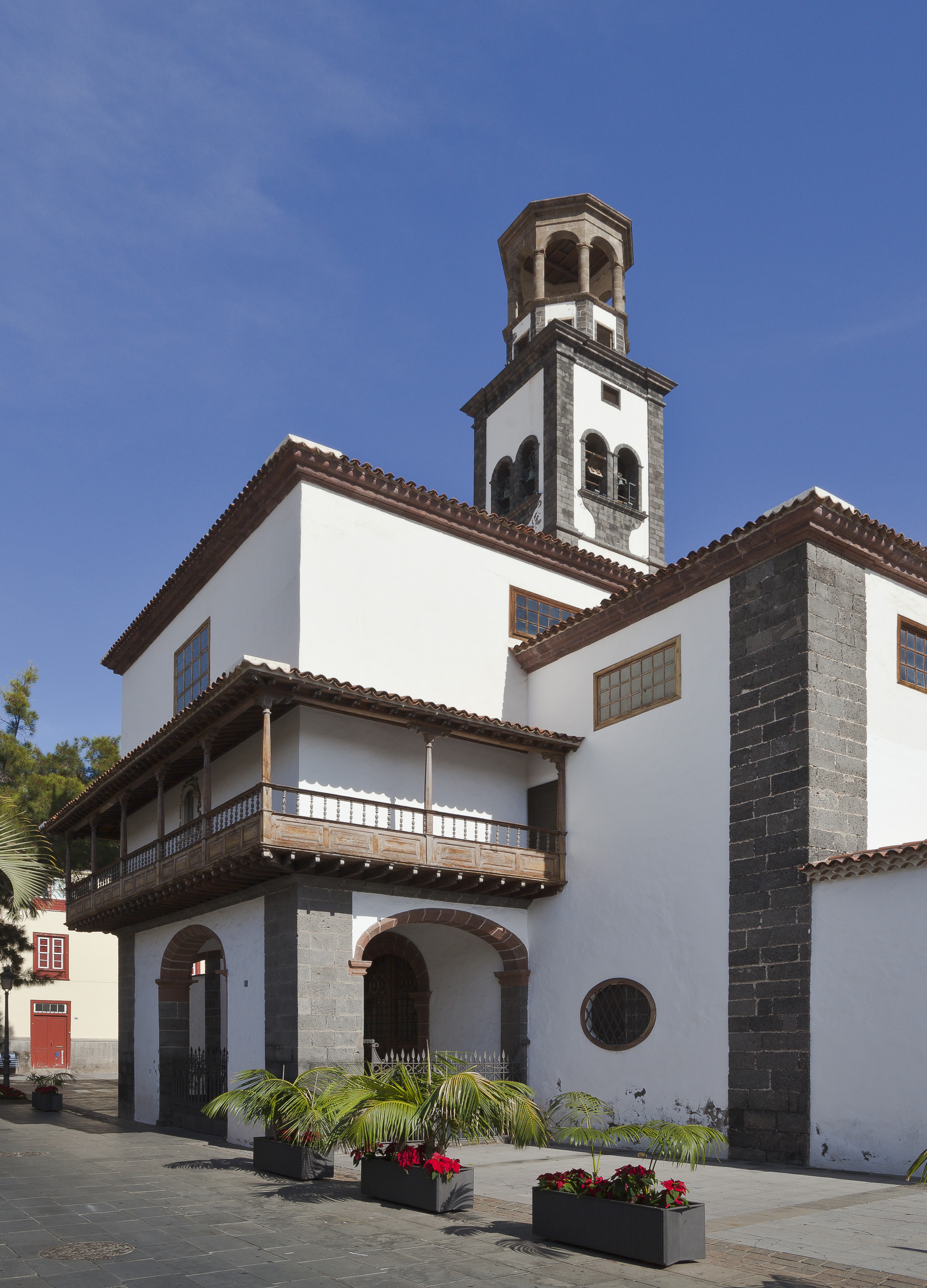
Esterno
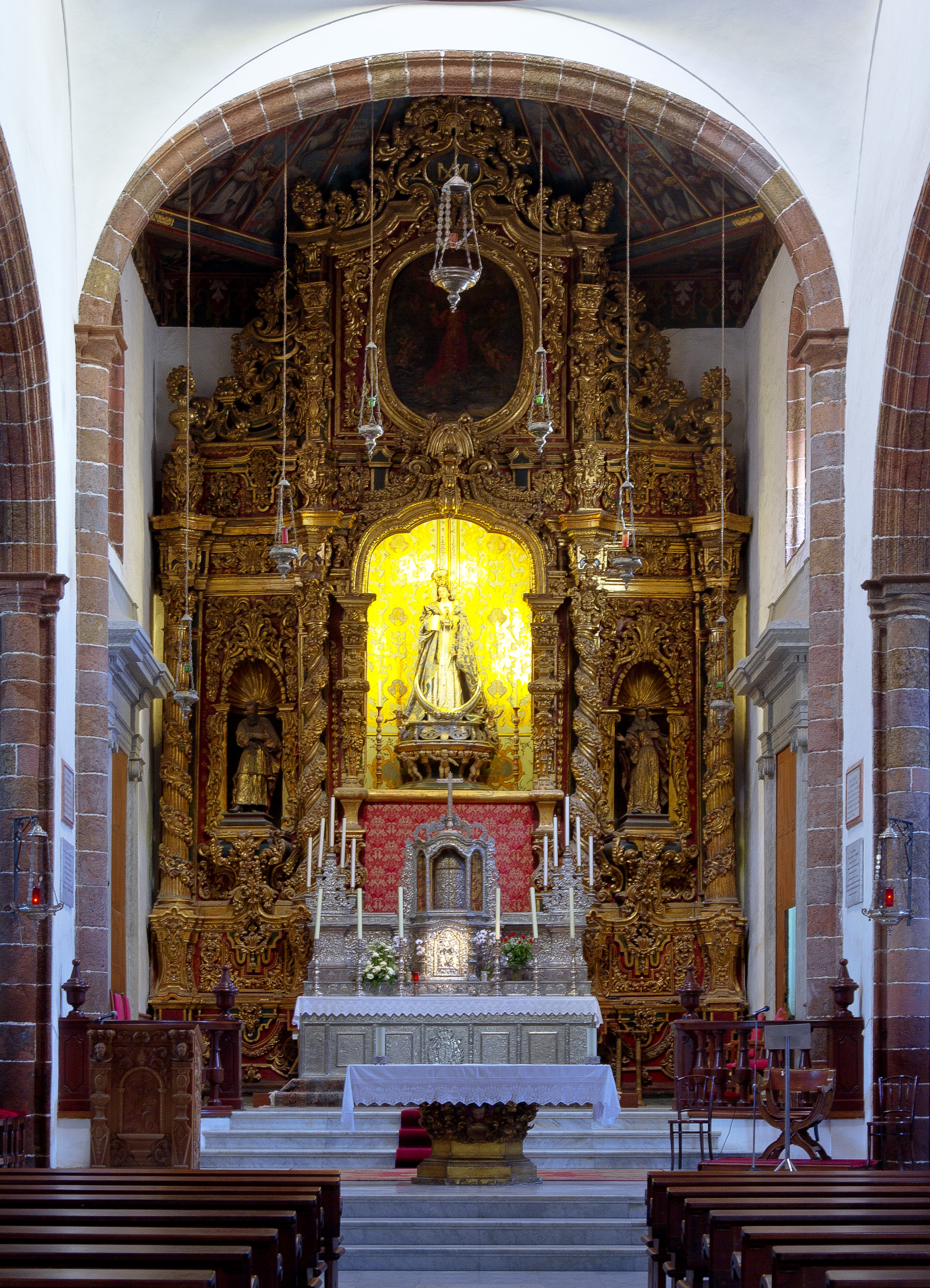
Altare maggiore
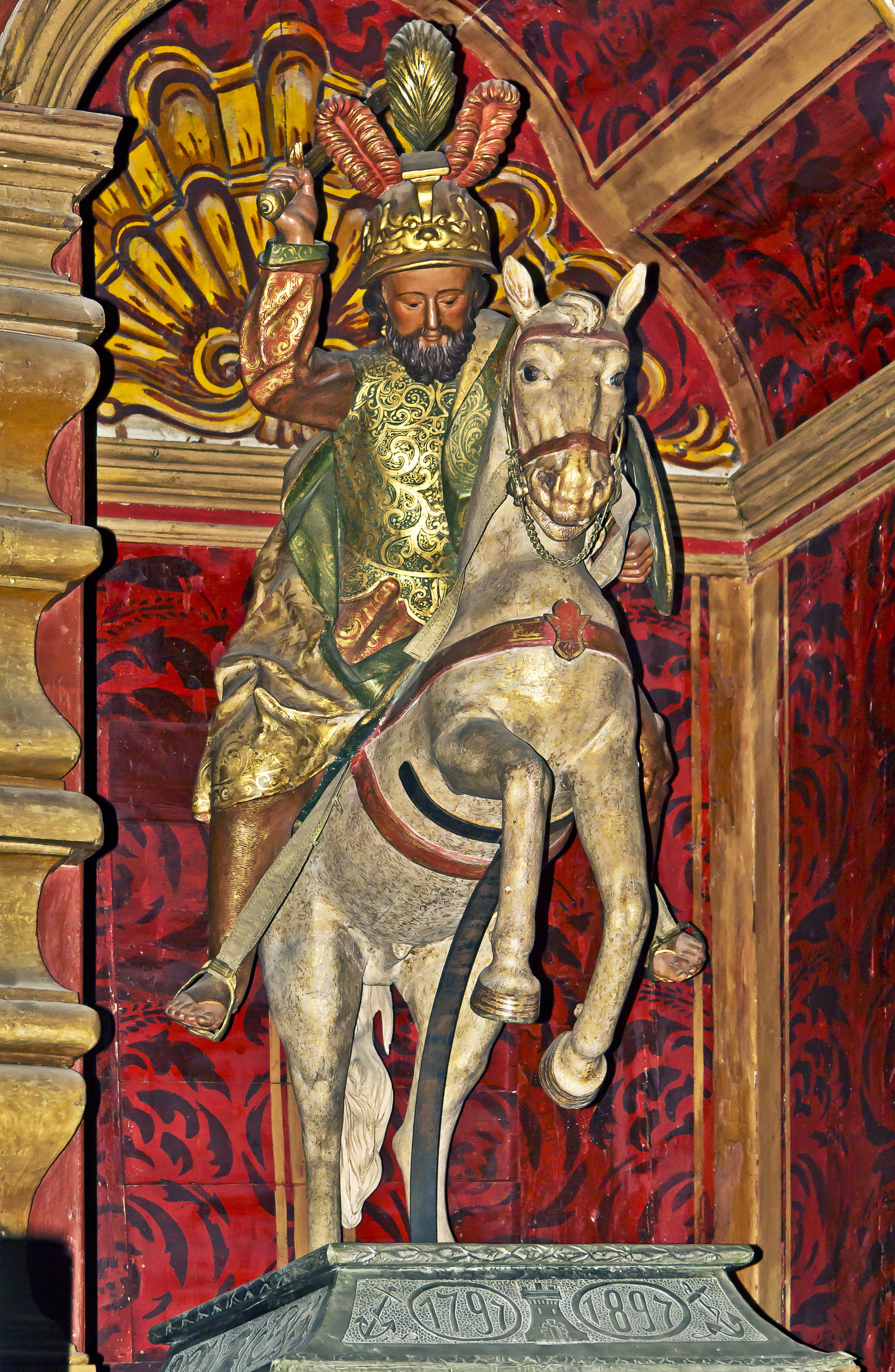
Giacomo il Maggiore, santo patrono di Santa Cruz de Tenerife
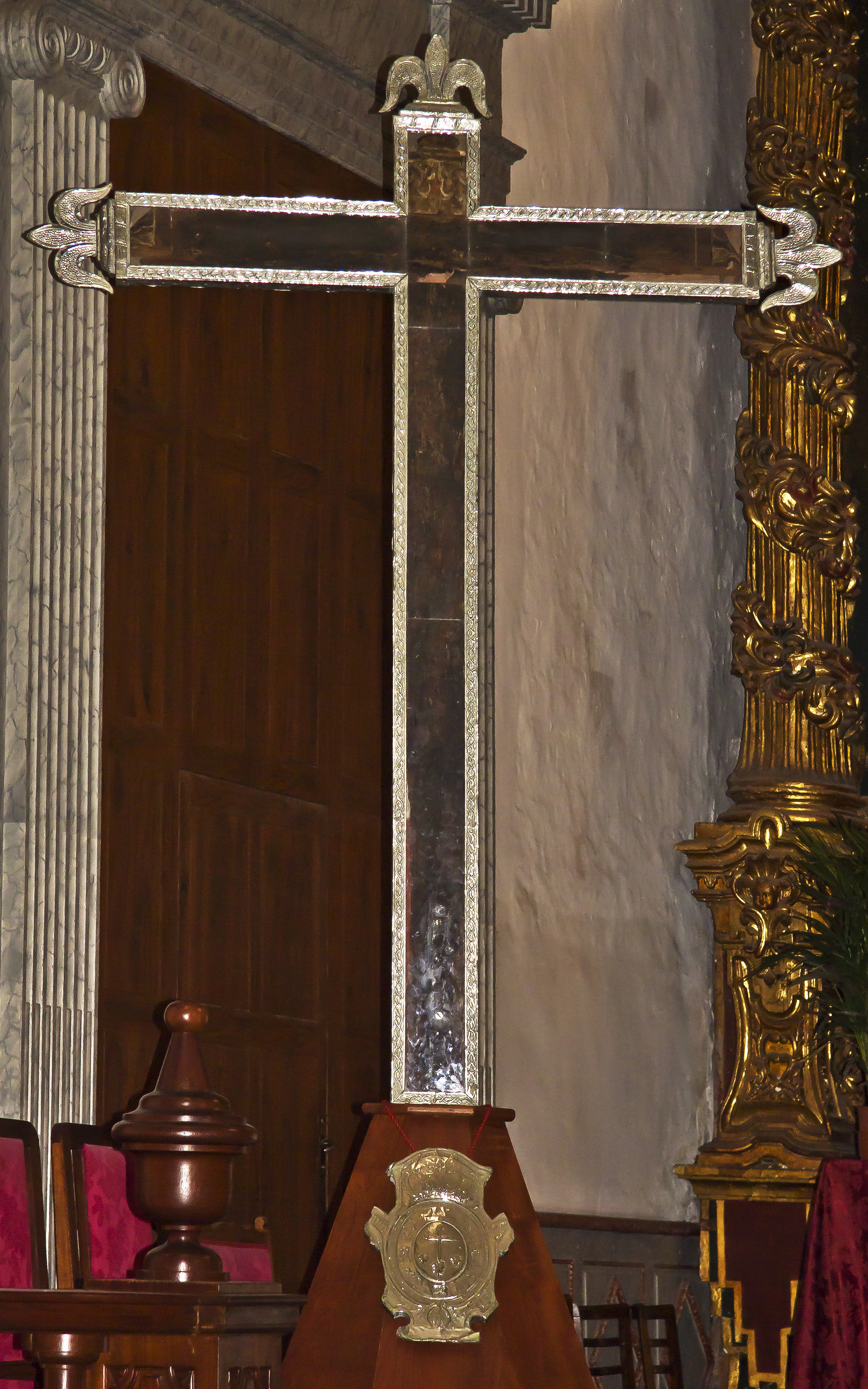
Croce della fondazione della città
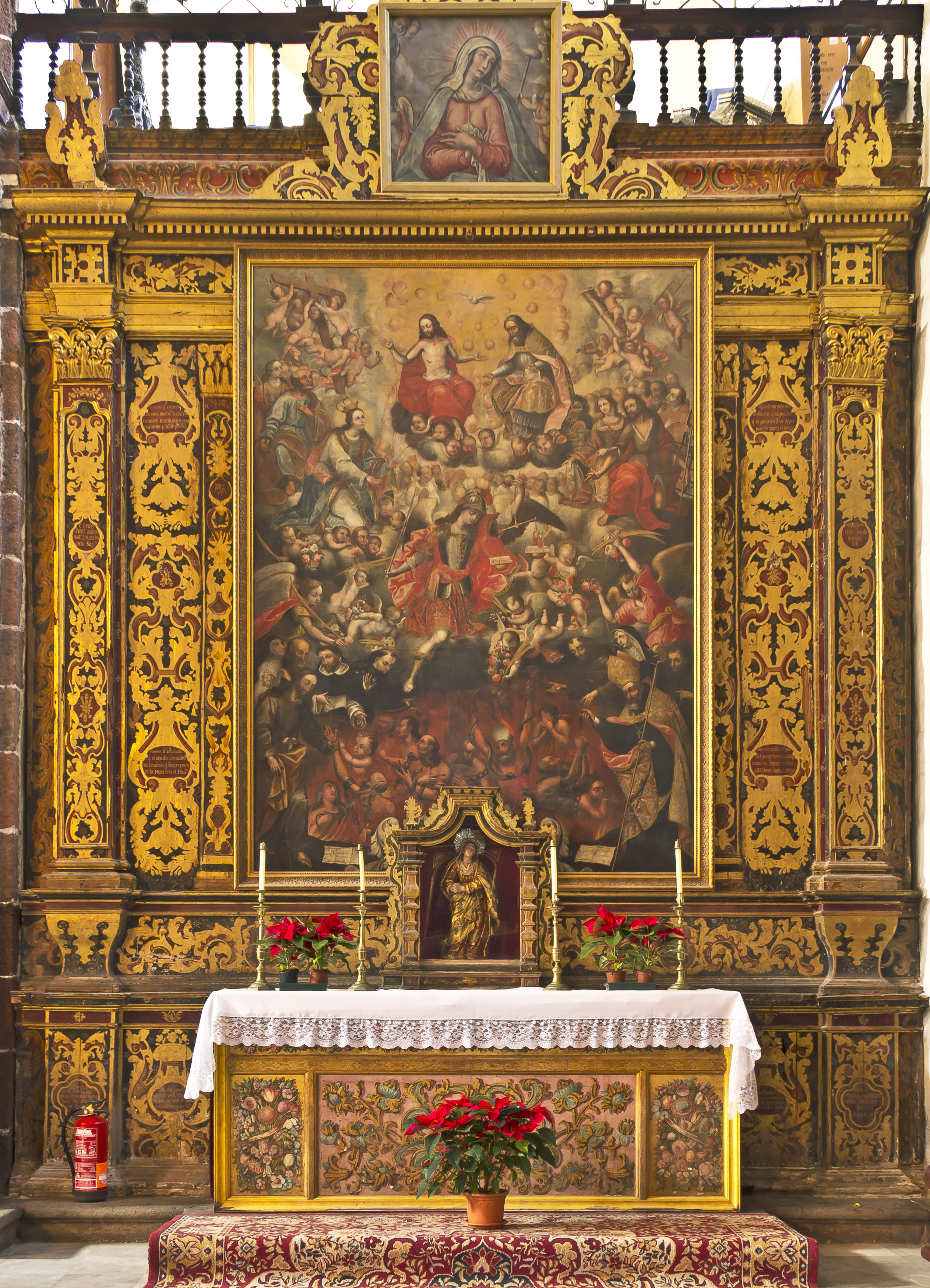
Altare delle anime del purgatorio
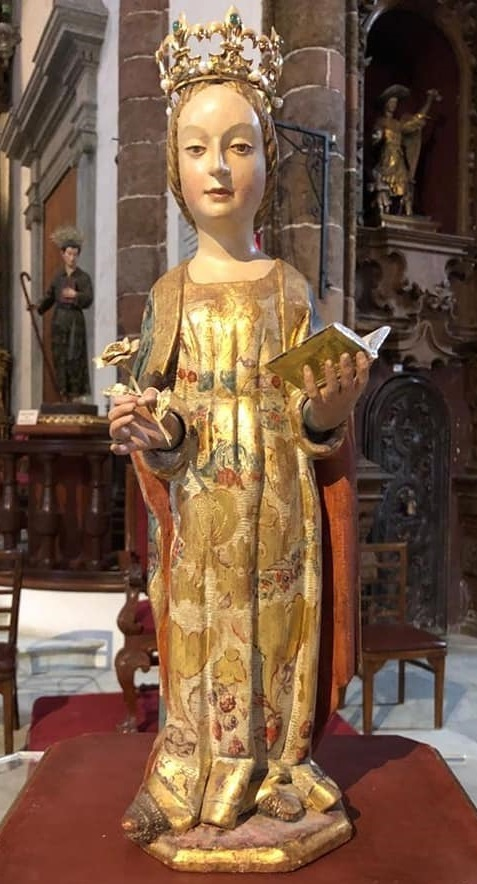
Immagine originale della Madre della Consolazione, la storica patrona di Santa Cruz de Tenerife